# Rómulo O'Farril

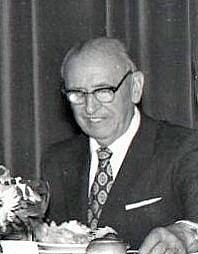
Rómulo O'Farril

Rómulo O'Farrill Jr. (Puebla, 15 december 1917 - Mexico-Stad, 18 mei 2006) was een Mexicaans zakenman.
O'Farril stamde uit een Iers-Mexicaanse familie. Zijn vader was de oprichter van de krant Novedades en van het eerste televisiestation XTHV. Hij richtte met Emilio Azcárraga Milmo en Miguel Alemán Velasco Mexico's grootste mediaconcern Televisa op, waarvan hij voorzitter werd. Tevens vervulde O'Farril functies in onder andere Sears en RCA Victor. Hij werd een van de rijkste mensen in Mexico. 
Rómulo O'Farril was gehuwd met Hilda Ávila Camacho, dochter van generaal Maximino Ávila Camacho, en kreeg met haar zes kinderen.